# El ruiseñor de las cumbres
El ruiseñor de las cumbres es una película española dirigida por Antonio del Amo en 1958 y protagonizada en el papel principal por Joselito.
Forma parte, junto con los títulos El pequeño ruiseñor (1956) y Saeta del ruiseñor (1957), de la llamada trilogía del ruiseñor.

## Argumento
Joselito es un niño, con una voz prodigiosa, que pasa la mayor parte del tiempo en la montaña cuidando un rebaño de ovejas. Un buen día descubre que el fruto de su trabajo termina en borracheras de su padre y decide probar abandonar su hogar, para lo que se asocia con el pícaro vagabundo Pepino, que enseguida ve el potencial económico de un niño con esa voz.

## Reparto
- Joselito como Joselito
- Roberto Camardiel como Pepino
- Dolores Villaespesa como Manuela, la madre
- Antonio Casas como Sebastián, el padre
- Aníbal Vela como el rico del pueblo
- Félix Fernández como dueño del puesto de feria (tiovivo)
- José Moratalla (Pepito Moratalla) como Crispín
- Adela Carboné
- Domingo Rivas como Don Javier
- Rosa Fúster
- Juan García Delgado como alcalde de Villahonda
- Juana Cáceres como esposa del dueño del tiovivo
- José Cuenca como Sr. Félix
- Emilia Zambrano
- Mery Leyva como camarera
- María Teresa Campos (Mary Tere Campos) como invitada del rico del pueblo
- Carmelo G. Robledo
- José Mayordomo